# Meentweg 79
Meentweg 79 is een gemeentelijk monument aan de Meentweg in Eemnes in de provincie Utrecht. 
De boerderij wordt al genoemd in 1725.  
De huidige langhuisboerderij werd gebouwd in de eerste helft van de negentiende eeuw en werd vanaf 1850 bewoond door de familie Hoogeboom. Het rietgedekte pand staat met de nok van het zadeldak haaks op de weg. De voorgevel is opgetrokken uit IJssel- en Waalstenen. Achter de boerderij staat een hooischuur. 